# Bundesstrasse 207
B207 är en förbundsväg i Tyskland. Den börjar vid färjeläget i Puttgarden och slutar i Hamburg, via Lübeck. Vägen gör ett uppehåll mellan Heiligenhafen och Lübeck, på vilken sträcka vägen har ersatts av motorvägen A1. Vägen mellan Puttgarden och Heiligenhafen är samtidigt Europaväg E47. Mellan Puttgarden och Heiligenhafen går vägen längs den 963 meter långa Fehmarnsundbron.
Under 2024-2029 byggs sträckan på Fehmarn om till fyrfilig väg eller motorväg. Senare kommer en fyrfilig tunnel att byggas som komplettering av Fehmarnsundbron.